# Tetrafluoruro de xenón
El tetrafluoruro de xenón es un compuesto químico con fórmula química XeF4. Fue el primer compuesto binario descubierto de un gas noble. Se produce por la reacción química del xenón con flúor, F2, de acuerdo con la ecuación química:
Xe + 2 F
2 → XeF
4
Esta reacción es exotérmica, liberando una energía de 251 kJ / mol.
El tetrafluoruro de xenón es una sustancia cristalina incolora. Su estructura fue determinada por espectroscopía de RMN y cristalografía de rayos X en 1963. La estructura es plana cuadrada, como lo han confirmado los estudios de difracción de neutrones, según la teoría VSEPR, además de cuatro ligandos de fluoruro, el centro de xenón tiene dos pares de electrones solitarios. Estos pares solitarios son mutuamente trans.
El tetrafluoruro de xenón se sublima a una temperatura de 115.7 °C.

## Síntesis
El tetrafluoruro de xenón se produce calentando una mezcla de xenón y flúor en una proporción de 1: 5 en un recipiente de níquel a 400 °C. Algo de hexafluoruro de xenón, XeF6, también se produce, y esta producción se incrementa con una mayor concentración de flúor en la mezcla de entrada. El níquel no es un catalizador para esta reacción; los recipientes de níquel se usan porque reaccionan con el flúor para formar una capa protectora de fluoruro de níquel (II) NiF
2 en sus superficies interiores.

## Reacciones
El tetrafluoruro de xenón se hidroliza a bajas temperaturas para formar xenón elemental, oxígeno, ácido fluorhídrico y trióxido de xenón acuoso.
La reacción con fluoruro de tetrametilamonio proporciona pentafluoroxenato de tetrametilamonio, que contiene el anión pentagonal
XeF−
5. El anión XeF−
5 también se forma por la reacción con fluoruro de cesio:
CsF + XeF
4 → CsXeF
5
La reacción con pentafluoruro de bismuto (BiF
5) forma el catión XeF+
3:
BiF
5 + XeF
4 → XeF
3BiF
6
El catión XeF+
3 en la sal XeF
3Sb
2F
11 se ha caracterizado por espectroscopía RMN.
A 400 °C, el XeF
4 reacciona con xenón para formar difluoruro de xenón:
XeF
4 + Xe → 2 XeF
2
La reacción del tetrafluoruro de xenón con platino produce tetrafluoruro de platino y xenón:
XeF
4 + Pt → PtF
4 + Xe

## Aplicaciones
El tetrafluoruro de xenón tiene pocas aplicaciones. Se ha demostrado que degrada el caucho de silicona para analizar las impurezas de metales traza en el caucho. El XeF4 reacciona con la silicona para formar productos gaseosos simples, dejando un residuo de impurezas metálicas.